# La Bécasse (Maupassant)
La Bécasse est une micronouvelle de Guy de Maupassant, parue en 1882.

## Historique
La Bécasse est initialement publiée dans la revue Le Gaulois du 5 décembre 1882 et sert d’introduction au recueil Contes de la bécasse.

## Résumé
Le vieux baron des Ravots est paralysé depuis maintenant 5-6 ans et ne peut plus chasser. Quand il fait beau, on le mène sur un fauteuil sur le perron avec un domestique pour charger les fusils et un autre pour lâcher des pigeons. C’est ainsi qu’il passe ses journées. 
Quand vient la saison de la chasse, tous les chasseurs des environs sont invités au « conte de la Bécasse »: c’est un rituel. Chaque convive mange une bécasse et donne la tête au baron. Celui-ci la met sur le goulot d’une bouteille, la fait tourner et le bec de l’oiseau désigne l’heureux gagnant qui aura le plaisir de manger ces têtes et de raconter une histoire à toute l'assemblée.
Ces récits sont recueillis dans "Contes de la bécasse" , ils sont racontés par les chasseurs. Certains contes ont même un lien avec le conte initial "La bécasse" .

## Éditions
- La Bécasse, Maupassant, contes et nouvelles, texte établi et annoté par Louis Forestier, Bibliothèque de la Pléiade, éditions Gallimard, 1974  (ISBN 978 2 07 010805 3).